# 筑紫葛子
筑紫葛子（日语：／ Tsukushi no Kuzuko，？—？）是日本古墳時代後期人物，《日本書紀》稱其為筑紫君葛子。父親是筑紫君磐井

## 紀錄
按《日本書紀》記載，在繼體天皇21年至22年（527年 - 528年），磐井之亂爆發，葛子的父親筑紫君磐井在與朝廷軍戰死。同年12月，葛子為了保命，將糟屋屯倉（筑前國糟屋郡附近，現福岡縣糟屋郡和福岡市東區一帶）獻給朝廷。
《筑後國風土記》雖然有記載磐井的事蹟，但未有記載葛子的事宜。

## 墓地
雖然自此再沒有關於葛子的記載，但是由於未見有關其被殺的文獻，因此推斷葛子在當時仍然生存了一段時間。同樣地，雖然沒有文獻記載葛子的墓地，但是由於八女古墳群中的岩戶山古墳乃磐井的墓地，因此古墳群中次於岩戶山古墳建造的古墳便很可能是葛子之墓。其中，乘場古墳一直以來也被視為葛子的墓地，但是通過近年的考古發現，也有可能是善藏塚古墳（八女郡廣川町六田）或鶴見山古墳（八女市豐福）。

## 考証
按《日本書紀》記載，葛子獻上的糟屋屯倉是由大和王權制定的屯倉，但是被認為是美化大和王權的觀點，有些意見認為實際上是筑紫君自行制定。另外，由於屯倉位處於往朝鮮半島的交通要點，因此屯倉進一步協助大和王權與朝鮮發尾外交關係。另外，在筑紫國其他地方也設有穗波屯倉、鎌屯倉、那津官家等的屯倉。
葛子死後，文獻記載筑紫君（筑紫氏）持續發展至7世紀末。